# Giuspatronato

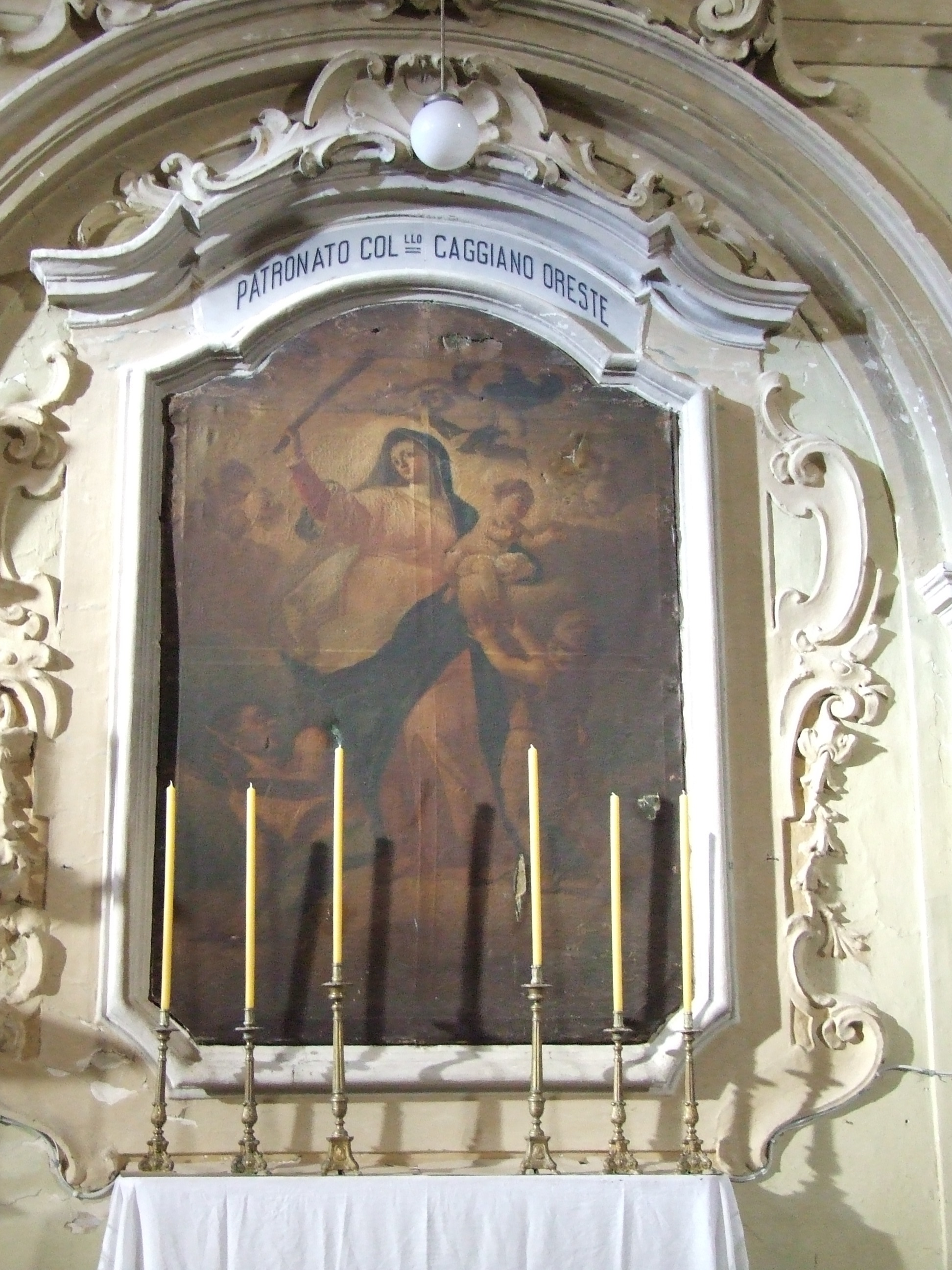
Esempio di patronato nella chiesa del SS. Salvatore in Caggiano (SA)

Il giuspatronato [dalla locuzione latina ius patronatus, «diritto di patronato»] è un istituto giuridico esistito in passato che si applicava a un beneficio ecclesiastico. In particolare riguardava la relazione tra il beneficio (un altare all'interno di una chiesa, o anche una chiesa parrocchiale) e colui (soggetto collettivo o persona fisica) che aveva costituito la dote patrimoniale del beneficio stesso. Con tale diritto, ad esempio, coloro che dotavano un altare o una cappella, disponevano anche del beneficiato. Nel caso di una chiesa, chi ne promuoveva la costruzione ne diventava “patrono” e aveva il diritto di nominare il sacerdote, cui avrebbe assicurato il sostentamento.

## Presupposti giuridici
Il patrono aveva il dovere di mantenere buona la funzionalità del beneficio e spesso anche quello di garantire uno stipendio al parroco ed ai suoi collaboratori.
Il giuspatronato garantiva sostanzialmente ai suoi detentori tre diversi privilegi:
- l'onore (consistente nell'obbligo da parte dei rettori di recitare preghiere particolari per la salute spirituale del patrono e dei suoi familiari);
- la pensione (se il patrono era laico aveva diritto a riscuotere le rendite del beneficio);
- la presentazione del rettore (lo ius patronatus era associato allo ius presentandi cioè il diritto da parte della famiglia di presentare il sacerdote o il chierico adatto ad essere "investito", cioè a possedere il beneficio).

Di fatto, secondo il diritto consuetudinario, il giuspatronato era una "cosa": poteva essere frazionato in quote, poteva essere trasmesso ai successori legittimi, oppure donato (la vendita invece era vietata).

## Origini storiche
La storia del diritto di patronato come istituzione giuridica risale alla Tarda Antichità. Già ai tempi dell'Imperatore Giustiniano veniva riconosciuto un diritto di patronato o almeno di presentazione del chierico preposto a una chiesa, se questa era stata eretta da un privato o da una comunità (si parla quindi di ecclesia propria o chiesa proprietaria). Nei casi di cappella o chiesa eretta direttamente da un Sovrano si giunse poi anche alla completa esenzione giurisdizionale ecclesiastica ordinaria propria della chiesa palatina.

Spesso il giuspatronato era legato a posizioni di potere della classe nobiliare. Altre volte nasceva come diritto da lasciti testamentari, in questo caso poteva essere anche un borghese ad esercitare il diritto ("giuspatronato privato"). 
La sua istituzione nella forma propria della chiesa latina si deve a papa Alessandro III (1159 – 1181), il quale consolidò la proprietà dei fondatori e dei loro successori, ma migliorò anche i diritti di utilizzo del beneficio da parte dei parroci. Al proprietario della chiesa fatta erigere  sul terreno di proprietà venne accordato il diritto di proporre il candidato religioso (o di opporre il proprio veto su un certo candidato), fermo restando che l'incarico doveva essere conferito dal vescovo. Come manifestazione della gratitudine della Chiesa verso i suoi benefattori, il pontefice concesse ai nobili che restauravano chiese e conventi lo ius spirituali annexum. Con l'abolizione della feudalità questo diritto fu spesso esteso alle comunità parrocchiali, mediante convenzioni con la diocesi.
Durante il dominio napoleonico sull'Italia furono approvate delle leggi che tendevano ad abolire il giuspatronato, ma la breve durata dell'impero impedì che si radicassero. 
Furono le leggi di eversione dell'asse ecclesiastico a far cessare l'istituto in larga parte d'Italia. In particolare la legge 15 agosto 1867, n. 3848 assegnò ai patroni laici la facoltà di rientrare in pieno possesso dei beni concessi in dote ai benefici ecclesiastici pagando allo Stato l'equivalente di un terzo del loro valore. 
Nel 1917 anche la Chiesa decise di limitare normativamente tali privilegi: la revisione del codice di diritto canonico di tale anno proibì al canone 1450 la costituzione di nuovi patronati (tollerando però quelli in vigore), mentre il canone 1451 consigliò agli ordinari di esortare i patroni (in modo però non vincolante) a rinunciare al proprio diritto in cambio di suffragi spirituali. Nel 1969 papa Paolo VI invitò ulteriormente a rivedere le convenzioni giuspatronali rimaste vigenti; le normative in materia furono poi completamente espunte dal codice di diritto canonico nella riedizione del 1983.
Gli antichi diritti di patronato popolare sopravvissero soltanto nelle aree periferiche.

## Giuspatronato popolare
In genere lo ius presentandi necessitava di approvazione del vescovo o della comunità. In quest'ultimo caso si parla di "giuspatronato popolare", che spesso si esprimeva con libere elezioni.
Il giuspatronato popolare resiste, da un punto di vista formale, in alcuni luoghi, dove la nomina del vescovo deve essere ratificata da associazioni (o più raramente da elezioni). L'istituto viene difeso come l'espressione del legame di una comunità con le sue tradizioni. In alcune parrocchie esiste ancora anche il giuspatronato privato. Dove l'istituto ancora esiste, riguarda solo l'incarico di parroco titolare e non quello di amministratore parrocchiale, motivo per cui spesso il vescovo nomina un amministratore e non un parroco a pieno titolo.

## Situazione attuale
Nel 2014 erano presenti in tutto il mondo 21 parrocchie sorrette da giuspatronato, di cui sette nell'Arcidiocesi di Sorrento-Castellammare di Stabia, istituite all'inizio del XIII secolo: Santa Maria del Lauro a Meta, San Michele Arcangelo, Santissima Trinità e Santa Maria di Galatea a Piano di Sorrento, Santa Maria delle Grazie di Trasaella e dei Santi Prisco e Agnello a Sant'Agnello e quella di Santa Maria di Casarlano a Sorrento. Sussiste anche nella parrocchia della città di Asiago (VI).
È tuttora presente anche nel comune di Rolo (Reggio Emilia), dove l'ultimo feudatario, Gaetano Sessi, lasciò nel 1776 alla comunità il diritto di nomina dell'arciprete della pieve. Il diritto era di pertinenza della famiglia Sessi dal 1446. L'ultimo arciprete nominato dal consiglio comunale, dopo l'esame di alcune candidature, fu nel 1965 don Umberto Borghi.  
Era presente inoltre nella Diocesi di Ischia nei comuni di Casamicciola Terme per la Basilica Pontificia di Santa Maria Maddalena Penitente e di Forio d'Ischia per la Basilica Pontificia di San Vito Martire. Nel 2019, papa Francesco, infatti, dopo aver esaminato i decreti presentati dalla Congregazione per il clero, ha accettato l'istanza del vescovo di Ischia, dichiarando decaduto il diritto di patronato su entrambe le chiese d'Ischia.
Il privilegio di giuspatronato, per lungo tempo solo nominale, è stato di recente rivendicato dalle comunità parrocchiali dell'arcidiocesi di Sorrento-Castellammare di Stabia. 
Il penultimo sacerdote eletto in Italia fu nel 2007 don Marino De Rosa, parroco della parrocchia della Santissima Trinità, a Piano di Sorrento, nell'Arcidiocesi di Sorrento-Castellammare di Stabia.
Invece l'ultimo caso in Italia si è registrato ad Asiago. Sono stati chiamati alle urne il 26 maggio 2024 per eleggere il nuovo parroco. Il vecchio arciprete don Roberto Bonomo si è ritirato per sopraggiunti limiti d'età e dopo 18 anni alla guida della comunità cristiana locale, come vuole la procedura dello Ius Patronatus, i capifamiglia del capoluogo altopianese e gli aventi diritto di uso civico, sono stati chiamati ad eleggere il nuovo parroco.